# Alyx Vance
Alyx Vance kitalált szereplő és digitális színésznő, a Valve Software által kiadott FPS-ben, a Half-Life 2-ben, és annak folytatásaiban. Alyx egy fiatal, valószínűleg afrikai és maláj ősökkel rendelkező, kb. 23-26 éves lány. Kulcsfigurája a Földet elnyomó idegen faj, a Combine ellen harcoló, lázadó mozgalomnak. Játékbeli szinkronhangját Merle Dandridge adta, kinézetét Jamil Mullenről mintázták.

## Család
Alyx Dr. Eli Vance lánya. Az édesanyja, Azian csak egy családi fényképen látható Black Mesa Kelet-ben (az arcát Merle Dandrige-ról mintázták, aki Alyx szinkronhangja a játékban). Azian a létesítmény lakrészén élt Alyx-szal, de meghalt a Black Mesa incidens alatt.

## Felszerelés
Alyx fő fegyvere egy egyedi pisztoly, mely az Alyx's Gun nevet viseli, és a kinézetéből ítélve egy átalakított M1911 melyet lecsupaszítva láthatunk a Half-life Alyx-ban. A Half-Life 2: Episode One játékban a pisztoly mellett egy SPAS-12 shotgunt is használ.
Alyx használja a Combine telepített géppuskáit, hogy Gordonnak fedezőtüzet biztosítson, valamint a Combine mesterlövészeinek puskáit is.

### Elektromágneses impulzus eszköz
Emellett egy aprócska, Elektromágneses impulzust kibocsátó eszköz is helyet kap a tarsolyában, melyet a játék során sokszor használ különböző biztonsági modulok chipjeinek kikapcsolására és a guruló aknák átprogramozására.

## AHalf-Life 2cselekménye
|  | Alább a cselekmény részletei következnek! |

A játékban, korai feltűnésétől kezdve, a legszimpatikusabb karakter. Szemmelláthatóan nagyon intelligens, mert három, fizikában jártas tudóssal (Dr. Eli Vance, Dr. Isaac Kleiner, Dr. Judith Mossman) dolgozik együtt a teleport-kísérleteken, velük egyenlőként. Heves, független szellemisége van, és jó humorérzéke, utalva ezzel például a Gravity gunnak nevezett gravitáció-manipulátor eszközt. A humora az Episode One-ban még tovább fejlődött, pl.: zombihangokat utánoz, hogy megijessze Gordont, vagy amikor a Headcrabok által megtámadott és zombivá vált Combine katonákat Zombine-nak nevezi (A zombi és a Combine szó összerakásával).
Alyx barátságos természete ellenére rosszindulattal viselkedik Dr. Mossmannel, valószínűleg annak leereszkedő modora, és Alyx apja, Eli iránt táplált érzelmei miatt. A Half-Life 2 végére ez az ellenszenv eltűnik, mert Mossman segít kiszabadítani Gordont, Alyxet, és Elit Dr. Breen karmaiból.
A Half-Life 2 több pontján is érezhető, hogy Alyx és Gordon közt egy, egyre elmélyülő kapcsolat alakul ki, ami az Episode One folyamán csak tovább erősödik. Alyx megöleli Gordont, amikor Alyx háziállat-robotja, Dog megtalálja (ezután viszont láthatóan zavarba jön), egy ponton, pedig megkérdi Gordont, nincs-e még egy ember számára hely a HEV-ruhában. Barney szerencsés kutyának nevezi Gordont, amiért Alyx-szal együtt utazhat. A liftes jelenet alatt hallható beszéd (ami alatt Gordon egy liften eljut a Citadel magjába még tovább mélyíti a kapcsolatukat.
Alyx nagyon együttérző a többi emberrel és a Combine áldozataival. Amikor találnak egy Stalkereket szállító vagont, szomorúan jegyzi meg, hogy reméli, ezek a szerencsétlenek már nem emlékeznek ki is voltak valójában. A következő jelenetben a vagon felborul, és Alyx egy megvadult Stalker alá szorul, és láthatóan nagyon megijed tőlük.
A játék fájljai közt megtalálható egy monológ, amiben Alyx kifejti, miért fél a Stalkerektől, de ezt a későbbi fejlesztések során kivágták (ezen párbeszéd során elmondja, hogy minden Stalker valaha olyan ember volt, aki ellenállt a Combine uralmának, befolyásolási akaratának, és nagyon fél attól, hogy ő maga is így végzi).
Alyx segíti a leginkább Gordont a játék alatt. Az első fejezetben Alyx menti meg Gordont a Civil Protection rendőreitől, amíg az fegyvertelen és nem viseli a HEV ruhát sem. Később a Black Mesa East nevű kutatólaboratóriumban ő adja Gordonnak a Gravity Gunt, és ő mutatja be a használatát is. Az Entanglement fejezetben segít megkeresni elfogott apját Nova Prospekt börtönében, és a 17-es számú város egy részén együtt haladnak át, miközben körülöttük utcai harcok bontakoznak ki, majd közvetett segítséget nyújt Gordonnak a végső harcban Dr. Breen ellen.
Az ötödik fejezetben Alyx kifejezetten utálja Dr. Mossmant. Viselkedése igazolódni látszik, amikor a kilencedik fejezetben kiderül, hogy Mossman elárulta az ellenállást. Az utolsó fejezetben Mossman jóvá teszi a hibáit, és a két nő kibékül.
A Half-Life 2 zárójelenetében Alyx Gordonnal van a Citadel robbanása alatt. Amíg a G-Man kimenti Gordont a robbanásból, addig Alyx-et otthagyja, megfagyva az időben, egyik kezével a szemét takarva.
A robbanás után, az Episode One kezdetekor kiderül, hogy Alyx mégis megúszta a robbanást, mikor a Vortigauntok kimentik őt, és Gordont is a G-Man befolyása alól. Az Episode One nyitójelenetébe a G-Man megjegyzi We'll see about that, jelezve, hogy a Vortigauntoknak nem kellett volna közbeavatkoznia, és neki más tervei lettek volna a két karakterrel. A Vortigauntok kiteleportálják őket a Citadel mellé. A játék további részében a két szereplő nagyrészt együtt marad, és végül ők az utolsó, akik elhagyják City 17-t, mielőtt a Citadel felrobban.
Az Episode Two első részében Alyxet megtámadja a Hunternek nevezett ellenfél, felnyársalva őt. A Vortigauntok képesek a lány meggyógyítására, azonban előbb Gordonnak meg kell szereznie egy különös esszenciát az Antlionoktól. A Vortigauntok mágiája meggyógyítja Alyxet, ő azonban a felébredés előtt egy víziót lát, melyben a G-Man hozzá beszél, és egy üzenet átadására szólítja fel. Alyx felébred, majd Gordonnal folytatja az útját.
A Fehér Erdő bázisra érkezve Alyx átnyújtja Dr. Magnussonnak a Pendriveot, rajta a Combine portál adataival, és az Aperture Science (Portal videójáték) hajójának, a Borealisnak képeivel, tervrajzaival. A kutatócsapat sikeresen elindít egy rakétát, mely bezárja ezt a portált.
Alyx és Gordon továbbindulnak, hogy Eli kérésére megnézzék és elpusztítsák a hajót, azonban a helikopterre való felszállás előtt két Advisor (a Combine másvilági, lárvaszerű vezetői) megtámadják őket, és megölik Elit. Alyx a halott apukája fölé térdel, és sír.
A Half Life 2: Episode Two pedig ezzel a jelenettel ér véget.
|  | Itt a vége a cselekmény részletezésének! |